# Грильо, Густаво Марсело
Густаво Марсело Грильо (англ. Gustavo Marcelo Grillo; род. 2 августа 1949, Буэнос-Айрес) — американский военнослужащий, гангстер и наёмник аргентинского происхождения. Командовал взводом морской пехоты на Вьетнамской войне. Участвовал в гражданской войне в Анголе на стороне ФНЛА. Был осуждён в 1976 году на процессе наёмников в Луанде, приговорён к 30 годам заключения. Приобрёл широкую известность выступлениями на суде. В 1982 году освобождён по обмену.

## Происхождение
Родился в состоятельной аргентинской семье итальянского происхождения. Дед, отец и мать Густаво Грильо были политиками перонистского направления. Густаво учился в частной католической школе, изучал французский и немецкий языки, увлекался игрой на фортепиано. В то же время с подросткового возраста он отличался авантюрными чертами характера.

Я воспитывался в порядочной семье. Мой дед был очень богат, и мои родители сделали для меня всё. У меня были частные преподаватели, гувернантка, учитель музыки. Мы держали слуг. Для меня сделали все возможное; а что из меня вышло — бандит!

Густаво Грильо

## Война во Вьетнаме
В 1960 Лаура Польечи Грильо — мать Густаво — привезла сына и дочь Сильвию на жительство в США. В 17 лет Густаво Грильо поступил на службу в Корпус морской пехоты.
В 1967—1970 Грильо воевал во Вьетнаме, участвовал в обороне Хюэ от Тетского наступления войск ДРВ. Командовал взводом в звании взводного сержанта.

## Криминальная деятельность
В 1970 году Густаво Грильо вернулся в США. Обосновался в Джерси-Сити (штат Нью-Джерси). Работал механиком, затем строителем. Испытывал большую нужду в деньгах. Чтобы поправить дела, связался с местными гангстерами. Отбыл 18 месяцев тюрьмы за вооружённое ограбление.
Освободился в 1972. Работал посудомойщиком в «крышуемых» ресторанах и одновременно являлся водителем-охранником криминального авторитета. Был известен под кличкой Гус.

## На ангольской войне
В январе 1976 Густаво Грильо посмотрел передачу ABC о наёмниках в Анголе. Заинтересовавшись этим, Грильо связался с вербовщиком Дэвидом Буфкином. Тот предложил ему контракт: служба в войсках антиправительственного движения ФНЛА за 2000 долларов в месяц. Грильо согласился.
Через Нью-Йорк и Париж Густаво Грильо прибыл в Киншасу 6 февраля 1976 года. Там он получил 1000 долларов аванса, обмундирование и снаряжение. 10 февраля 1976 Грильо был доставлен в Сан-Сальвадор-ду-Конго — город в ангольской провинции Заире, контролируемый на тот момент формированиями ЭЛНА — войсками ФНЛА.
Густаво Грильо принял командование крупным вооружённым формированием. В его отряде состояли несколько десятков американских и британских наёмников и около 360 африканцев-баконго — членов ФНЛА, сторонников Холдена Роберто. Грильо устроил для бойцов ускоренные курсы тренировки и организовал оборону Сан-Сальвадор-ду-Конго от наступавших правительственных войск МПЛА. В течение двух дней шли упорные бои, в ходе которых Грильо и его бойцы нанесли заметные потери противнику.
13 февраля 1976 город был взят правительственными войсками. Раненый в ногу Густаво Грильо попал в плен. Таким образом, его участие в ангольской гражданской войне продолжалось всего три дня, но было весьма активным.

## «Защитное раскаяние»
11 июня 1976 в Луанде открылся судебный процесс над 13 британскими и американскими наёмниками ФНЛА. Руководство НРА приняло политическое решение показательно осудить наёмников ФНЛА, а в их лице — «американский и британский империализм».
Густаво Марсело Грильо были предъявлены обвинения в наёмничестве, вооружённой борьбе с правительством МПЛА, убийствах солдат правительственных войск. Такие обвинения с высокой вероятностью могли повлечь смертный приговор. Однако Грильо выработал эффективную тактику защиты.
Как и почти все подсудимые, Грильо заявил о своей полной аполитичности.

Мне совершенно наплевать на ФНЛА. Я приехал сюда, в Анголу, не потому, что имею что-либо против коммунизма или кубинских и ангольских войск. Я вообще не такой человек, который против кого-либо. Я приехал сюда только из-за денег.

Густаво Марсело Грильо

Кроме того, Грильо говорил о своей страсти к приключениям, которая также толкнула его на войну.
Но аполитичность не рассматривалась судом как смягчающее обстоятельство. Сообразив это, Густаво Грильо стал пафосно раскаиваться и многословно изъявлять симпатии режиму МПЛА. Он восхищался «равенством и справедливостью в народной республике», хвалил своих охранников, солдат МПЛА и кубинцев, благодарил ангольские власти за гуманизм и оказанную ему после ранения медицинскую помощь (он находился во время следствия не в тюрьме, а в госпитале). Себя он называл «продуктом чудовищной американской системы, построенной на алчности и издевательствах сильного над слабым». Полученная с детства гуманитарная подготовка позволяла Грильо излагать эти мысли складно и в нужном суду ключе.
Такая позиция — совпадавшая с политическими задачами процесса — была высоко оценена судом. Государственный обвинитель Мануэл Руй Алвиш Монтейру похвалил подсудимого Грильо за «политическую сознательность» и пообещал, что его поведение на суде будет учтено в приговоре. Советские пропагандистские органы, освещавшие процесс, отзывались о Грильо со сдержанной симпатией (даже его внешность, совпадавшая со стереотипным представлением о гангстере — «высокий рост, развитая мускулатура, щетина на лице, сходство с крупным орангутангом» — описывалась с добродушной иронией). В то же время, некоторые сомнения в искренности Грильо высказывались уже тогда.

## Приговор и тюрьма
28 июня 1976 был оглашён приговор. Суд признал Густаво Грильо виновным по всем пунктам обвинения и приговорил к 30 годам заключения. При этом Костас Георгиу, Эндрю Маккензи, Дерек Баркер, чьи составы преступления были вполне сопоставимы с вменёнными Грильо, получили смертную казнь. Ещё показательнее судьба Дэниэла Герхарта, который, в отличие от Грильо, не только не убил в Анголе ни одного человека, но и не успел сделать ни одного выстрела — однако был приговорён к расстрелу. Это объяснялось тем, что Герхарт — единственный из подсудимых — открыто декларировал на суде свои антикоммунистические взгляды.
Наказание Густаво Грильо вместе с восемью другими осуждёнными отбывал в луандской тюрьме Сан-Паулу. Периодически его посещал сотрудник итальянского консульства, представлявшего интересы США в Анголе. 27 мая 1977 года, при попытке государственного переворота в Анголе, ортодоксально-коммунистические путчисты Нито Алвиша захватили тюрьму и предложили заключённым наёмникам присоединиться к мятежу. Все они отказались покинуть камеры.

## Освобождение
Из 30-летнего срока Густаво Грильо отбыл менее 7 лет. Он был освобождён 12 ноября 1982 года с двумя другими американскими наёмниками — Гэри Акером (был осуждён на том же процессе в Луанде) и Джеффри Тайлером (лётчик, потерпевший крушение над ангольской территорией в 1981). В обмен на троих американцев и тела четырёх убитых южноафриканцев антикоммунистические повстанцы УНИТА освободили 94 пленных солдат правительственных войск, двух советских лётчиков, советского прапорщика Николая Пестрецова и кубинского солдата, а также передали тела четырёх убитых.
Освобождение производилось в замбийской столице Лусаке. Оттуда Грильо и Тайлер вылетели в Нью-Йорк, Акер — в Сакраменто.
В первом же заявлении прессе Густаво Грильо сказал, что при определённых обстоятельствах может стать наёмником снова — поскольку является «очень романтичным искателем приключений». Пребывание в тюрьме он расценил как способ многое узнать о жизни в Анголе. Грильо отказался комментировать свои антиамериканские высказывания на процессе. Но его прозрачные намёки подтвердили прежние догадки ряда наблюдателей: цель тех речей состояла в том, чтобы избежать смертной казни, и это удалось.
Отвечая на вопрос о планах на будущее, Густаво Грильо сказал, что намерен заняться бизнесом с Анголой и, возможно, написать и продать свою историю. Ни о том, ни о другом информации впоследствии не появлялось. Упоминания о Грильо после 1982 года в открытых источниках отсутствуют.